# Хелльригель, Герман
Герман Хелльригель (нем. Hermann Hellriegel; 21 октября 1831, Маусиц, Пегау — 24 сентября 1895, Бернбург) — германский агрохимик и физиолог растений, занимавшийся изучением питания растений и изучивший в 1886 году способность бобовых усваивать азот из воздуха через особые вздутия (клубеньки) на корнях. Азотфиксация стала одним из наиболее значимых открытий в сельскохозяйственной науке XIX века.

## Биография
Родился в семье фермера. Окончил школу в Гримма, затем учился в академии сельского и лесного хозяйства в Тарандте. С 1851 по 1856 год был ассистентом в лаборатории агрохимика Юлиуса Штёкгардта, в 1854 году защитил докторскую диссертацию в Лейпцигском университете. С 1857 по 1873 год был руководителем опытной станции в Даме (Марк). В 1873 году переехал в Анхальт, где стал советником правительства герцогства и параллельно с этим занимался преподавательской деятельностью. Осенью 1882 году основал опытную станцию в Бернбурге и возглавлял её до конца жизни. В 1889 году был награждён золотой медалью Либиха — высшей наградой Германской империи для учёных, занимавшихся сельским хозяйством. Был членом множества научных обществ в Германии и за рубежом. В 1897 году ему был установлен памятник в Бернбурге.
Наиболее известные работы: «Untersuchungen über die Stickstoffnahrung der Gramineen und Leguminosen» (Берлин, 1888); «Ueber Stickstoffnahrung landwirtschaftlicher Kulturgewächse» (Вена, 1890). Им также был разработан метод так называемой «песочной культуры» для определения оптимальных питательных веществ для тех или иных растений.